# Pterogenia rectivena
Pterogenia rectivena är en tvåvingeart som beskrevs av Günther Enderlein 1924. Pterogenia rectivena ingår i släktet Pterogenia och familjen bredmunsflugor.
Artens utbredningsområde är Taiwan. Inga underarter finns listade i Catalogue of Life.